# Koen Fossey
Koen Fossey (Anderlecht, 30 juni 1953) is een Belgische illustrator van kinderboeken, docent, digital artist en componist.

## Leven
Fossey studeerde grafische vormgeving en pedagogie aan de Koninklijke Academie voor Schone Kunsten van Antwerpen. Vanaf 1991 was hij naast illustrator ook docent digitale illustratie en animatie aan Sint Lucas Antwerpen / Karel de Grote-Hogeschool. Hij gaf ook les in de Jeugdateliers van de Noorlimburgse Academie te Pelt. Daarnaast was hij leraar Grafische Vormgeving aan de Genkse Academie beeldende Kunst GA. Naast zijn grafisch werk is muziek steeds een tweede liefde geweest. Hij nam deel aan tal van groepstentoonstellingen. 

## Werk
Sinds 1980 werkte Fossey als zelfstandig illustrator. Zijn eerste prentenboek, Het spoortje in het bos (Lemniscaat, 1981) werd in 1983 bekroond met de Prijs van de Vlaamse Provincies. Voor zijn zwart-wittekeningen bij Moet je echt weg? (Clavis, 1987) kreeg hij in 1989 de allereerste Boekenpauw. In zijn vroege werken heeft de auteur veel aandacht voor detail. Zijn eerste illustratie-technieken met potlood, pen en waterverf waren het resultaat van een degelijke traditionele opleiding aan de Antwepse Academie. Naast zijn illustratorwerk schreef hij ook enkele kinderboeken. Na ongeveer tien jaren veranderde hij zijn stijl en begon hij vrijer te werken en hield hij zich een tijd bezig met EcoArt recyclagekunst. Dit mondde uit in een Provinciaal project "KINDEREN VAN DE STERREN" - rond afvalkunst, samen met enkele kunstscholen en enkele bevriende kunstenaars - waaronder Koen Vanmechelen - die eveneens in die periode met afvalmaterialen aan de slag waren. Samen met Geert De Kockere maakte hij animatiefilmpjes voor twee schoolvoorstellingen rond de boeken LANCELOTJE en NOACH. De regie was in handen van Geert De Kockere. De overstap van traditioneel tekenen en schilderen naar de digitale technieken gebeurde aanvankelijk uit louter nieuwsgierigheid, maar kreeg snel vaste vorm in grafische beelden en experimentele muziek. Het werd gaandeweg het voornaamste onderdeel van zijn lessen in de verschillende scholen. Sinds 2018 is Koen Fossey met pensioen en gaat hij onverminderd voort met het verdiepen van de verschillende digitale technieken, zowel op beeldend als op muzikaal vlak.

## Bekroningen
- 1983: Prijs van de Vlaamse Provincies voor Het spoortje in het bos
- 1986: Kinder- en Jeugdjury Vlaanderen (KJV) voor Spetters op de kermis
- 1987: Kinder- en Jeugdjury Vlaanderen (KJV) voor Tenten in de wei
- 1989: Kinder- en Jeugdjury Vlaanderen (KJV) voor De witte muur
- 1989: Boekenpauw voor Moet je echt weg
- 1990: Kinder- en Jeugdjury Vlaanderen (KJV) voor Wie wil Wubbe weg?